# Santa Isabel Mixtitlán
Santa Isabel Mixtitlán är en ort i Mexiko.   Den ligger i kommunen Calpulalpan och delstaten Tlaxcala, i den sydöstra delen av landet, 60 km öster om huvudstaden Mexico City. Santa Isabel Mixtitlán ligger 2 871 meter över havet och antalet invånare är 109.
Terrängen runt Santa Isabel Mixtitlán är kuperad. Runt Santa Isabel Mixtitlán är det ganska tätbefolkat, med 185 invånare per kvadratkilometer. Närmaste större samhälle är Calpulalpan, 9,1 km norr om Santa Isabel Mixtitlán. Trakten runt Santa Isabel Mixtitlán består till största delen av jordbruksmark.